# Mimon cozumelae
Mimon cozumelae is een zoogdier uit de familie van de bladneusvleermuizen van de Nieuwe Wereld (Phyllostomidae). De wetenschappelijke naam van de soort werd voor het eerst geldig gepubliceerd door Goldman in 1914.

## Voorkomen
De soort komt voor in Belize, Colombia, Costa Rica, Guatemala, Honduras, Mexico, Nicaragua en Panama.